# Saitama
Ne doit pas être confondu avec Saitama (One Punch Man).
Saitama (さいたま市, Saitama-shi) est une ville située dans la préfecture de Saitama, dont elle est le chef-lieu, au Japon. Fondée en 2001 par la fusion de trois anciens relais routiers de la province de Musashi, elle est une mégapole peuplée de plus d'un million d'habitants, en banlieue de Tokyo.

## Géographie

### Situation
La ville de Saitama est située dans le sud-est de la préfecture de Saitama, sur l'île de Honshū, au Japon. Chef-lieu de département, elle s'étend sur environ 20 km d'est en ouest comme du nord au sud, au centre de la plaine du Kantō (le plateau diluvial d'Ōmiya), à 24 km au nord-ouest de Tokyo, capitale du Japon,.

### Démographie
Lors du recensement national de 2015, la ville de Saitama comptait 1 263 979 d'habitants répartis sur une superficie de 217,43 km2 (densité de population de 5 813 hab./km2). La population du chef-lieu de département était de 1 180 068 habitants en 2005 et 1 226 487 en 2010.

### Divisions administratives
La municipalité de Saitama est divisée en dix arrondissements. Neuf ont été créés en 2003, le dixième, Iwatsuki-ku, en 2005,,.
|                | \| \| Superficie (km2)[5] \| \| -------------- \| ------------------- \| \| 1- Chūō-ku \| 8,39 \| \| 2- Iwatsuki-ku \| 49,17 \| \| 3- Kita-ku \| 16,86 \| \| 4- Midori-ku \| 26,44 \| \| 5- Minami-ku \| 13,82 \| \| 6- Minuma-ku \| 30,69 \| \| 7- Nishi-ku \| 29,12 \| \| 8- Ōmiya-ku \| 12,80 \| \| 9- Sakura-ku \| 18,64 \| \| 10- Urawa-ku \| 11,51 \| |
|                | Superficie (km2) |
| 1- Chūō-ku     | 8,39 |
| 2- Iwatsuki-ku | 49,17 |
| 3- Kita-ku     | 16,86 |
| 4- Midori-ku   | 26,44 |
| 5- Minami-ku   | 13,82 |
| 6- Minuma-ku   | 30,69 |
| 7- Nishi-ku    | 29,12 |
| 8- Ōmiya-ku    | 12,80 |
| 9- Sakura-ku   | 18,64 |
| 10- Urawa-ku   | 11,51 |

### Climat
| Mois                                             | jan.      | fév.      | mars      | avril     | mai       | juin      | jui.      | août      | sep.      | oct.      | nov.      | déc.      | année     |
| ------------------------------------------------ | --------- | --------- | --------- | --------- | --------- | --------- | --------- | --------- | --------- | --------- | --------- | --------- | --------- |
| Température minimale moyenne (°C)                | −1,1      | −0,2      | 3,3       | 8,4       | 13,9      | 18,3      | 22,2      | 23,2      | 19,5      | 13,5      | 6,8       | 1,2       | 10,8      |
| Température moyenne (°C)                         | 3,9       | 4,9       | 8,4       | 13,7      | 18,6      | 22        | 25,9      | 27        | 23,2      | 17,5      | 11,4      | 6,2       | 15,2      |
| Température maximale moyenne (°C)                | 9,4       | 10,3      | 13,7      | 19,2      | 23,8      | 26,5      | 30,5      | 31,8      | 27,7      | 21,9      | 16,5      | 11,7      | 20,3      |
| Record de froid (°C) date du record              | −9,8 2018 | −8,8 1978 | −5 2000   | −2 2001   | 4,8 1991  | 11,5 1989 | 14,7 1989 | 16,3 2018 | 9,5 2001  | 3,6 1988  | −2,4 1988 | −6,7 2005 | −9,8 2018 |
| Record de chaleur (°C) date du record            | 18,7 2010 | 25,5 1987 | 26,9 2013 | 31,2 2005 | 34,2 2019 | 35,9 1990 | 39,3 2018 | 38,7 2020 | 37,4 2000 | 33,1 2018 | 25,6 2009 | 25,1 2004 | 39,3 2018 |
| Ensoleillement (h)                               | 201,4     | 186,4     | 186,6     | 187,1     | 185,3     | 128,4     | 152,5     | 181,9     | 135,6     | 135,1     | 156,6     | 181,1     | 2 018     |
| Précipitations (mm)                              | 42,4      | 39,6      | 88        | 101,9     | 121,4     | 144,8     | 148       | 164       | 202,8     | 196,8     | 70,9      | 45,2      | 1 371,3   |
| Nombre de jours avec précipitations              | 3,8       | 4,6       | 8,7       | 9         | 10        | 11,6      | 11,8      | 8,8       | 10,8      | 10        | 6,7       | 4,4       | 100,8     |
| dont nombre de jours avec précipitations ≥ 10 mm | 1,5       | 1,4       | 3,3       | 3,6       | 4,2       | 4,6       | 4,5       | 4         | 5,4       | 4,7       | 2,3       | 1,6       | 41,2      |

| Diagramme climatique                                  |              |           |              |               |               |             |             |               |               |             |             |
| J                                                     | F            | M         | A            | M             | J             | J           | A           | S             | O             | N           | D           |
| 9,4−1,142,4                                           | 10,3−0,239,6 | 13,73,388 | 19,28,4101,9 | 23,813,9121,4 | 26,518,3144,8 | 30,522,2148 | 31,823,2164 | 27,719,5202,8 | 21,913,5196,8 | 16,56,870,9 | 11,71,245,2 |
| Moyennes : • Temp. maxi et mini °C • Précipitation mm |              |           |              |               |               |             |             |               |               |             |             |

## Histoire

### De la Préhistoire aux premiers siècles historiques
Des fouilles archéologiques menées sur le territoire de Saitama ont permis la découverte de pointes et d'outils de pierre taillée, attestant la présence de groupes humains de chasseurs-cueilleurs durant le Paléolithique, il y a trois millions d'années. Il y a 140 000 ans, à la fin d'une période glaciaire, la transgression flandrienne, une remontée planétaire du niveau de la mer, se traduit dans la plaine du Kantō par une inondation d'une partie des terres. La mise au jour d'amas coquilliers révèle une continuité de la présence humaine dans la région, notamment sur le plateau d'Ōmiya, devenu une péninsule. Des vestiges de huttes au toit de chaume, des céramiques et des outils en os, en pierre ou en fer, trouvés dans le sous-sol de Saitama, confirment le développement local d'une culture propre à la période Jōmon (~15 000 – 300 av. J.-C.), au cours de laquelle des techniques importées du continent asiatique voisin, telles que la culture du riz, la fabrication de textiles et la construction de tumuli, se répandent. Dans le bassin versant de la rivière Kamo, un affluent du fleuve Ara qui traverse l'ouest de Saitama, des productions humaines de la période Kofun (~250 à 538), comme des kofuns, monuments funéraires, et des haniwa, objets funéraires en terre cuite, ont été sorties de terre.

### De Nara à Edo
À l'époque de Nara (710-794), une gestion administrative de la région du Kantō se met en place avec l'apparition d'un découpage du territoire en provinces, dirigées par des kokushi et subdivisées en districts. Divers clans se disputent alors le contrôle des terres de la région, dont celles de la province de Musashi. Celle-ci accède à la stabilité sociale et politique au XVIe siècle sous la domination du clan Ōta, installé au château d'Iwatsuki, une place forte subordonnée à l'autorité du clan Go-Hōjō, maître du château d'Odawara dans la province de Sagami,. En 1564, le domaine féodal des Ōta passe sous la protection du clan Hōjō.
Au début du XVIIe siècle, Tokugawa Ieyasu, premier shogun de l'époque d'Edo (1603-1868) et fondateur de la dynastie Tokugawa, règne, depuis le château d'Edo, sur le Kantō et toutes les provinces d'un Japon unifié. Dans la province de Musashi, Urawa et Ōmiya sont deux des soixante-neuf stations du Nakasendō, une route reliant Kyoto à Edo, la capitale du shogunat Tokugawa. La cité de Yono, ancien relais du Kamakura kaidō, est une zone urbaine de marché, reliant Ōmiya, au nord, à Urawa, au sud,.

### Époque moderne
En 1876, après l'officialisation par le gouvernement de Meiji de l'abolition du système féodal, le département de Saitama est créé. Urawa en devient la capitale,. En 1889, au cours de la mise en place du nouveau système d'administration des municipalités conçu par le gouvernement de Meiji, Urawa, Ōmiya et Yono acquièrent officiellement le statut de bourg. Tandis que le bourg d'Urawa reste le centre administratif départemental, celui d'Ōmiya accompagne le développement du transport ferroviaire et de l'industrie textile et le bourg de Yono pérennise sa vocation économique dans le commerce de produits régionaux.
Tout au long du XXe siècle, des regroupements municipaux sont réalisés. Dans le département de Saitama, ils conduisent à la formation des villes d'Urawa, en 1934, d'Ōmiya, six ans plus tard, Iwatsuki, en 1954 et Yono, en 1958,. Un projet de fusion municipale, envisagé avant la Seconde Guerre mondiale et repris au début des années 1990, aboutit, le 1er mai 2001, à la création de la ville de Saitama, par réunion des villes voisines d'Urawa, Ōmiya et Yono,,. La ville nouvelle rassemble alors une population de 1 030 628 habitants. Le premier jour de l'année fiscale 2003, le 1er avril 2003, un découpage de la municipalité de Saitama en neuf arrondissements est officialisé en même temps que la promotion de la ville au rang de ville désignée par ordonnance gouvernementale,. Deux années plus tard, le chef-lieu du département de Saitama élargit son territoire en absorbant la ville voisine d'Iwatsuki, sous la forme d'un nouvel arrondissement : Iwatsuki-ku,. Saitama, qui s'étend désormais sur une superficie de 217,49 km2, réunit environ 1,18 million d'habitants,.

## Éducation
La ville de Saitama héberge une université nationale japonaise : l'université de Saitama, fondée en 1949,.

## Culture locale et patrimoine

### Patrimoine architectural

#### Sanctuaire Hikawa
Le sanctuaire Hikawa est un lieu de culte de la religion shintō situé dans l'arrondissement d'Ōmiya. Autrefois foyer du shintoïsme dans la province de Musashi, il est dédié à Susanoo, une divinité du shintō, frère d'Amaterasu, la déesse solaire tutélaire de l’archipel nippon,.

### Musées

#### Railway Museum
L'arrondissement d'Ōmiya abrite un musée ferroviaire, ouvert depuis 2007,.

#### Musée d'art du bonsaï d'Ōmiya
Ouvert, depuis fin mars 2010, dans le village du bonsaï d'Ōmiya, le musée d'art du bonsaï d'Ōmiya est la première institution publique japonaise consacrée à l'art du bonsaï,,.

### Événements
En 2002, le stade Saitama 2002 a accueilli des rencontres de la 17e édition de la Coupe du monde de football,. Quatre années plus tard, le Saitama Super Arena a abrité plusieurs matchs du Championnat du monde de basket-ball masculin. En octobre 2013, à l'occasion de la 100e édition du Tour de France, a été inauguré le Critérium de Saitama, une compétition cycliste annuelle, considérée comme la « 22e étape du Tour »,,. Au terme d'une course de 54 km, au cœur du paysage urbain de la capitale préfectorale, Christopher Froome, détenteur du maillot jaune 2013, a remporté l'épreuve organisée par Amaury Sport Organisation et les autorités municipales de Saitama.

## Jumelages
La ville de Saitama est jumelée avec :
- Toluca (Mexique) depuis octobre 1979 ;
- Hamilton (Nouvelle-Zélande) depuis mai 1984 ;
- Richmond (États-Unis) depuis juin 1994 ;
- Pittsburgh (États-Unis) depuis mai 1998.

Elle entretient des partenariats amicaux avec la ville chinoise de Zhengzhou, depuis 1981, et celle de Nanaimo, au Canada, depuis 1996.

## Symboles municipaux
Les symboles municipaux de la ville de Saitama ont été sélectionnés en 2002, un an après la fondation de la ville. L'arbre symbole de Saitama est le zelkova du Japon et sa fleur symbole la primevère du Japon,.

## Personnalités liées à la municipalité
De nombreuses personnalités japonaises sont nées ou ont vécu à Saitama.
- Yuji Ide, pilote automobile
- Daijiro Kato, pilote de moto
- Masataka Sakamoto, footballeur
- Emiko Suzuki, nageuse synchronisée
- Minami (1997-), chanteuse et compositrice
- Takashi Mizunuma, footballeur international
- Nozomi Yamago, joueuse de football
- Masahiro Ito, designer de jeux vidéo
- Haruna Kojima, chanteuse, actrice et idole
- Takashi Sorimachi, acteur et chanteur
- Yumiko Takahashi, actrice et ex-chanteuse
- Yuki Koyanagi, chanteuse de J-pop et R'n'B
- Ringo Shiina, chanteuse
- Takahashi Kurumi, chanteuse et idole
- Yūko Takeuchi, actrice
- Yūsei Matsui, mangaka
- Yasushi Tanaka, peintre
- Mayu Watanabe, chanteuse, actrice, seiyuu et idole
- Faylan, chanteuse
- Nobuharu Matsushita, pilote automobile
- ONE, créateur du webcomic One Punch Man, qui donnera comme nom pour son héros Saitama
- Keisuke Oyama, footballeur
- Lucas Pope, game designer, concepteur des jeux Papers, Please et Return of the Obra Dinn